# وسام الشرف
وسام الشرف أو ميدالية الشرف (بالإنجليزية: Medal of Honor)‏ هي أعلى وسام عسكري في الولايات المتحدة الأمريكية. يمنح لأفراد الجيش الأمريكي الذين قاموا بأعمال بطولية وجريئة ساهمت في الانتصار في ميدان المعركة. يقوم الرئيس الأمريكي بمنحه للشخص نفسه غالباً، أو لأحد أقربائه إذا كان قد سقط في المعركة. وبسبب منزلته الرفيعة فإن هذا الوسام يمنح صاحبه حماية خاصة وفق القانون الأمريكي.
ومنح الوسام لأول مرة عام 12 يوليو 1862 أثناء الحرب الأهلية الأمريكية.